# 100 hervorragende Lieder zur Feier des 70. Jahrestages der Gründung der Volksrepublik China
100 hervorragende Lieder zur Feier des 70. Jahrestages der Gründung der Volksrepublik China (chinesisch 庆祝中华人民共和国成立70周年优秀歌曲100首, Pinyin Qìngzhù Zhōnghuá Rénmín Gònghéguó chénglì 70 zhōunián yōuxiù gēqǔ 100 shǒu) sind hundert chinesische Lieder, die im Jahr 2019 von der Propagandaabteilung des Zentralkomitees der Kommunistischen Partei Chinas zum 70. Jahrestag der Gründung der Volksrepublik China ausgewählt wurden.

## Einführung
Nachdem zehn Jahre zuvor (2009) bereits „100 patriotische Lieder“ von der Zentralen Propagandaabteilung empfohlen worden waren (中宣部推荐100首爱国歌曲), sollten  2019 erneut 100 ausgezeichnete Lieder von Experten ausgewählt werden, und die Liste wurde veröffentlicht, damit „die breite Öffentlichkeit von Kadern und Massen, Musikern und Musikliebhabern sie schätzen, lernen und singen kann“ (in ungefährer Übersetzung).
Anders als bei der Liste der Hundert patriotischen Lieder, worin nationale Hymnen (guoge), Militärhymnen (junge) und Verbandshymnen (tuange) – wie die Nationalhymne der Volksrepublik China, die Militärhymne der Volksbefreiungsarmee oder die Hymne des Kommunistischen Jugendverbands Chinas – keine Aufnahme fanden, geht der neuen Aufstellung als Nr. 1 der Marsch der Freiwilligen (chinesisch 義勇軍進行曲 / 义勇军进行曲, Pinyin yìyǒngjūn jìnxíngqǔ), die Nationalhymne der Volksrepublik China, voran. Der Text (ci 词) stammt von Tian Han, die Melodie (qu 曲) von Nie Er. Die Nr. 3 ist die Militärhymne der Volksbefreiungsarmee, die Nr. 4 Ohne die Kommunistische Partei gäbe es kein Neues China usw.

## Übersicht

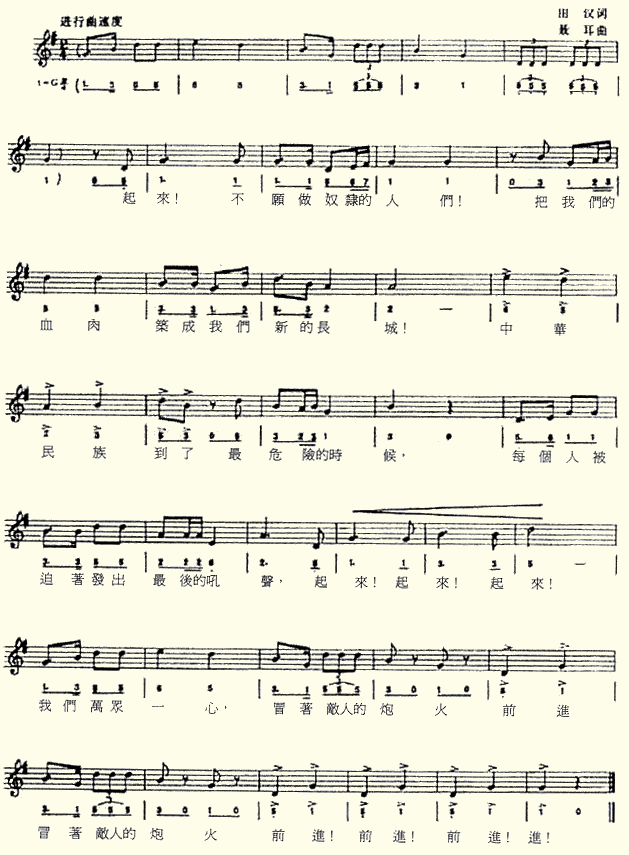
Noten der chinesischen Nationalhymne (Nr. 1 der Liste)

Vorbemerkung: Mit Sternchen (*) gekennzeichnete Lieder sind bereits in der Liste Hundert patriotische Lieder (chinesisch unter der Bezeichnung 中宣部推荐100首爱国歌曲 bekannt) enthalten und auch dort mit einer behelfsweisen deutschen Übersetzung versehen. Den chinesischen Bezeichnungen wurde durchweg die Pinyin-Schreibung vorangestellt. Die chinesischen Angaben der Spalten Titel, Text & Musik entstammen der Liste (ci 词 = Text; qu 曲 = Musik):
| Nr.  | Titel | Text | Musik                                                    | Verschiedenes               |
| ---- | --- | --- | -------------------------------------------------------- | --------------------------- |
| 01   | Yiyongjun jinxingqu 义勇军进行曲 (Marsch der Freiwilligenarmee)                                                                                     | Tian Han 田汉 | Nie Er 聂耳                                              | Noten / dt. Text            |
| 02   | Baowei Huanghe* 保卫黄河 (Huanghe da hechang xuanchu《黄河大合唱》选曲) („Verteidigt den Gelben Fluss“ aus der Kantate vom Gelben Fluss)            | Guang Weiran 光未然 | Xian Xinghai 冼星海                                      | Klangbeispiel               |
| 03   | Zhongguo Renmin Jiefangjun junge 中国人民解放军军歌 (Militärhymne der Volksbefreiungsarmee)                                                         | Gong Mu 公木 | Zheng Lucheng 郑律成                                     | Klangbeispiel               |
| 04   | Meiyou Gongchandang jiu meiyou Xin Zhongguo* 没有共产党就没有新中国 (Ohne die Kommunistische Partei gäbe es kein Neues China)                       | Cao Huoxing 曹火星 | Cao Huoxing 曹火星                                       | Klangbeispiel               |
| 05   | Gechang zuguo* 歌唱祖国 (Loblied auf das Vaterland)                                                                                                 | Wang Shen 王莘 | Wang Shen 王莘                                           | Klangbeispiel               |
| 06   | Zhongguo Renmin Zhiyuanjun zhange 中国人民志愿军战歌 (Marsch der chinesischen Volksfreiwilligenarmee / March of the People’s Volunteer Army)        | Ma Fuyao 麻扶摇 | Zhou Weishi 周巍峙                                       |                             |
| 07   | Yuanfang de keren qing ni liuxia lai* 远方的客人请你留下来 (Gäste aus der Ferne, seid herzlich eingeladen) – Yizu minge 彝族民歌 (Volkslied der Yi) | Fan Yu 范禹 | Jin Guofu 金国富 (Originalmelodie); Mai Ding 麦丁 (Arr.) |                             |
| 08   | Women de tianye* 我们的田野 (Unser Feld) | Guan Hua 管桦 | Zhang Wengang 张文纲                                     |                             |
| 09   | Rang women dangqi shuangjiang* 让我们荡起双桨 (Laßt uns die Ruder schwingen)                                                                        | Qiao Yu 乔羽 | Liu Chi 刘炽                                             |                             |
| 010  | Tanqi wo xin'ai de tu pipa 弹起我心爱的土琵琶 (Spiele meine geliebte Laute)                                                                         | Lu Mang, He Bin 芦芒、何彬 | Lü Qiming 吕其明                                         | Klangbeispiel               |
| 011  | Wo de zuguo* 我的祖国 (Mein geliebtes Vaterland) | Qiao Yu 乔羽 | Liu Chi 刘炽                                             | Klangbeispiel               |
| 012  | Ting mama jiang na guoqu de shiqing 听妈妈讲那过去的事情 (Ich lausche meiner Mutter, wenn sie über die Vergangenheit spricht)                       | Guan Hua 管桦 | Qu Xixian 瞿希贤                                         | Klangbeispiel               |
| 013  | Zuguo song* 祖国颂 (Ode an das Vaterland) | Qiao Yu 乔羽 | Liu Chi 刘炽                                             |                             |
| 014  | Honghu shui, lang dalang 洪湖水，浪打浪 (Die Wellen auf dem Hong-Hu-See)                                                                            | Zhang Jing'an, Yang Huizhao, Ouyang Qianshu, Zhu Benhe, Mei Shaoshan, Pan Chunjie 张敬安、杨会昭、欧阳谦叔、朱本和、梅少山、潘春阶 | Zhang Jing'an, Ouyang Qianshu 张敬安、欧阳谦叔           | Klangbeispiel               |
| 015  | Shanhu song 珊瑚颂 (Korallenlied) | Zhao Zhong, Zhong Yibing, Lin Yinwu, Dan Wen 赵 忠、钟艺兵、林荫梧、单文                                                           | Wang Xiren, Hu Shiping 王锡仁、胡士平                    | Klangbeispiel (Peng Liyuan) |
| 016  | Wo ai zuguo de lantian* 我爱祖国的蓝天 (Ich liebe den blauen Himmel meines Vaterlandes)                                                             | Yan Su 阎肃 | Yang Ming 羊鸣                                           |                             |
| 017  | Women shi gongchanzhuyi jiebanren 我们是共产主义接班人 (Wir sind die Erben des Kommunismus)                                                         | Zhou Yuhui 周郁辉 | Ji Ming 寄明                                             |                             |
| 018  | Hua'er weishenme zheyang hong 花儿为什么这样红 (Warum sind die Blüten so rot?)                                                                      | Lei Zhenbang 雷振邦 (改词编曲) |                                                          | Klangbeispiel               |
| 019  | Qingshen yi chang 情深谊长 (Tiefe Freundschaft) | Wang Yinquan 王印泉 | Zang Dongsheng 臧东升                                    |                             |
| 020  | Women zou zai dalu shang* 我们走在大路上 (Laßt uns auf der großen Straße voranschreiten)                                                            | Jie Fu 劫夫 | Jie Fu 劫夫                                              |                             |
| 021  | Chang zhi shange gei dang ting* 唱支山歌给党听 (Ein Volkslied zum Lob der Partei)                                                                   | Jiao Ping 蕉萍 | Jian Er 践耳                                             |                             |
| 022  | Wan Quan he shui qing you qing 万泉河水清又清 (Das Wasser des Wanquan-Flusses ist rein und klar)                                                    | Wu Zuqiang 吴祖强 | Du Mingxin 杜鸣心                                        |                             |
| 023  | Yingxiong zange* 英雄赞歌 (Heldenode) | Gong Mu 公木 | Liu Chi 刘炽                                             |                             |
| 024  | Hongmei zan* 红梅赞 (Lob der roten Essigpflaume) | Yan Su 阎肃 | Yang Ming, Jiang Chunyang, Jin Sha 羊鸣、姜春阳、金砂    | Klangbeispiel               |
| 025  | Zan ge 赞歌 (Loblied) | mongolisches Volkslied | Hu Songhua 胡松华 (作词编曲)                             | Klangbeispiel               |
| 026  | Wo wei zuguo xian shiyou* 我为祖国献石油 (Ich biete meinem Vaterland Erdöl dar)                                                                     | Xue Zhuguo 薛柱国 | Qin Yongcheng 秦咏诚                                     |                             |
| 027  | Beijing songge* 北京颂歌 (Ode an Peking) | Hong Yuan 洪源 | Tian Guang 田光, Fu Jing 傅晶                            |                             |
| 028  | Daqi shougu changqi ge 打起手鼓唱起歌 (Tamburin spielen und singen)                                                                                 | Han Wei 韩伟 | Shi Guangnan 施光南                                      | Klangbeispiel               |
| 029  | Wo ai zhe lanse de haiyang* 我爱这蓝色的海洋 (Ich liebe das blaue Meer)                                                                             | Hu Baoshan 胡宝善, Wang Chuanliu 王传流                                                                                            | Hu Baoshan 胡宝善                                        |                             |
| 030  | Hongxing zhao wo qu zhandou 红星照我去战斗 (Der rote Stern führt mich im Kampfe)                                                                    | Wu Dawei 邬大为, Wei Baogui 魏宝贵                                                                                                 | Fu Gengchen 傅庚辰                                       |                             |
| 031  | Zhujiu ge 祝酒歌 | Han Wei 韩伟 | Shi Guangnan 施光南                                      |                             |
| 032  | Bianjiang de quanshui qing you chun* 边疆的泉水清又纯 (Die Quelle des Grenzgebietes sprudelt klar und rein)                                         | Kai Chuan 凯传 | Wang Ming 王酩                                           | Klangbeispiel               |
| 033  | Zhongguo, Zhongguo, xianhong de taiyang yong bu luo* 中国，中国，鲜红的太阳永不落 (China, China, die rote Sonne geht nie unter)                     | Ren Hongju 任红举, He Dongjiu 贺东久                                                                                               | Zhu Nanxi 朱南溪                                         |                             |
| 034  | Meili de caoyuan wo de jia* 美丽的草原我的家 (Ich bin zu Hause in der schönen Steppe)                                                               | Huo Hua 火华 | Alatengaole 阿拉腾奥勒                                   |                             |
| 035  | Women de shenghuo chongman yangguang* 我们的生活充满阳光 (Unser von der Sonne beschienenes Leben)                                                   | Qin Zhiyu 秦志钰 u. a. | Lü Yuan 吕远, Tang He 唐诃                               |                             |
| 036  | Wo ai ni, Zhongguo* 我爱你，中国 (China, ich liebe dich)                                                                                            | Qu Cong 瞿琮 | Zheng Qiufeng 郑秋枫                                     |                             |
| 037  | Nianqing de pengyou lai xianghui 年轻的朋友来相会                                                                                                   | Zhang Maitong 张枚同 | Gu Jianfen 谷建芬                                        |                             |
| 038  | Wo ai ni, saibei de xue* 我爱你，塞北的雪 (Ich liebe dich, Schnee der nördlichen Steppe)                                                            | Wang De 王德 | Liu Xijin 刘锡津                                         |                             |
| 039  | Jungang zhi ye 军港之夜 (Nacht im Militärhafen) | Ma Jinxing 马金星 | Liu Shizhao 刘诗召                                       |                             |
| 040  | Na jiushi wo 那就是我 (Das bin ich) | Xiao Guang 晓光 | Gu Jianfen 谷建芬                                        |                             |
| 041  | Zuguo, cixiang de muqin* 祖国，慈祥的母亲 (Heimatland, liebevolle Mutter)                                                                           | Zhang Hongxi 张鸿西 | Lu Zaiyi 陆在易                                          |                             |
| 042  | Zai xiwang de tianye shang* 在希望的田野上 (Voller Hoffnung auf dem Feld)                                                                           | Xiao Guang 晓光 | Shi Guangnan 施光南                                      |                             |
| 043  | Shaonian, shaonian, zuguo de chuntian* 少年，少年，祖国的春天 (Kinder, Kinder – die Heimat des Frühlings)                                           | Li Yourong 李幼容 | Ji Ming 寄明                                             |                             |
| 044  | Duoqing de tudi 多情的土地 (Sentimentales Land) | Ren Zhiping 任志萍 | Shi Guangnan 施光南                                      |                             |
| 045  | Wanli changcheng yong bu dao* 万里长城永不倒 (Die Große Mauer wird niemals umstürzen)                                                               | Lu Guozhan 卢国沾 | Li Xiaotian 黎小田                                       |                             |
| 046  | Wo de Zhongguo xin* 我的中国心 (Mein chinesisches Herz)                                                                                             | Huang Zhan 黄霑 | Wang Fuling 王福龄                                       | Klangbeispiel               |
| 047  | Changjiang zhi ge* 长江之歌 (Lied vom Jangtsekiang)                                                                                                 | Hu Hongwei 胡宏伟 | Wang Shiguang 王世光                                     |                             |
| 048  | Gulangyu zhi bo* 鼓浪屿之波 (Wellen von Gulangyu)                                                                                                   | Zhang Li 张藜, Hong Shu 红曙 | Zhong Limin 钟立民                                       |                             |
| 049  | Guxiang de yun 故乡的云 (Wolken in meinem Heimatort)                                                                                                | Xiao Xuan 小轩 | Tan Jianchang 谭健常                                     |                             |
| 050  | Wo he wo de zuguo* 我和我的祖国 (Ich und mein Vaterland)                                                                                            | Zhang Li 张藜 | Qin Yongcheng 秦咏诚                                     |                             |
| 051  | Shiwu de yueliang 十五的月亮 (Der Mond des Fünfzehnten)                                                                                             | Shi Xiang 石祥 | Tie Yuan 铁源, Xu Xiyi 徐锡宜                            |                             |
| 052  | Dang a, qinai de mama* 党啊，亲爱的妈妈 (Unsere Partei ist meine liebe Mutter)                                                                      | Gong Aishu 龚爱书, She Zhidi 佘致迪                                                                                                | Ma Dianyin 马殿银, Zhou You 周右                         | Klangbeispiel, Text         |
| 053  | Gesheng yu weixiao* 歌声与微笑 (Singen und Lächeln)                                                                                                 | Wang Jian 王健 | Gu Jianfen 谷建芬                                        |                             |
| 054  | Women shi Huanghe Taishan 我们是黄河泰山 (Wir sind der Huang He, der Tai Shan)                                                                      | Cao Yong 曹勇 | Shi Xin 士心                                             |                             |
| 055  | Gongheguo zhi lian* 共和国之恋 (Liebe zur Republik)                                                                                                 | Liu Yiran 刘毅然 | Liu Weiguang 刘为光                                      |                             |
| 056  | Fulao xiangqin 父老乡亲 (Die in der Heimat) | Shi Shunyi 石顺义 | Wang Xiren 王锡仁                                        |                             |
| 057  | Jintian shi ni de shengri* 今天是你的生日 (Heute ist dein Geburtstag)                                                                               | Han Jingting 韩静霆 | Gu Jianfen 谷建芬                                        |                             |
| 058  | Zai Zhongguo dadi shang* 在中国大地上 (Auf dem riesigen Gebiet von China)                                                                           | Xiao Guang 晓光 | Shi Xin 士心                                             |                             |
| 059  | Ai wo Zhonghua* 爱我中华 (Wir lieben unser China)                                                                                                   | Qiao Yu 乔羽 | Xu Peidong 徐沛东                                        |                             |
| 060  | Dongfang zhizhu* 东方之珠 (Perle des Ostens) | Luo Dayou 罗大佑 | Luo Dayou 罗大佑                                         |                             |
| 061  | Qingzang gaoyuan* 青藏高原 (Qinghai-Tibet-Plateau)                                                                                                  | Zhang Qianyi 张千一 | Zhang Qianyi 张千一                                      |                             |
| 062  | Zhangda hou wo jiu chengle ni 长大后我就成了你 | Song Qingsong 宋青松 | Wang Yougui 王佑贵                                       |                             |
| 063  | Chuntian de gushi* 春天的故事 (Frühlingsgeschichte)                                                                                                 | Jiang Kairu, Ye Xuquan 蒋开儒、叶旭全                                                                                              | Wang Yougui 王佑贵                                       |                             |
| 064  | Changcheng chang 长城长 | Yan Su 阎肃 | Meng Qingyun 孟庆云                                      |                             |
| 065  | Hongqi piaopiao* 红旗飘飘 (Die Rote Fahne flattert im Wind)                                                                                         | Qiao Fang 乔方 | Li Jie 李杰                                              |                             |
| 066  | Zoujin xin shidai* 走进新时代 (Aufbruch in eine neue Zeit)                                                                                          | Jiang Kairu 蒋开儒 | Yin Qing 印青                                            |                             |
| 067  | Qizi zhi ge——Aomen* 七子之歌——澳门 (Lied von den sieben Söhnen – Macao)                                                                             | Wen Yiduo 闻一多 | Li Haiying 李海鹰                                        |                             |
| 068  | Jubei ba pengyou 举杯吧朋友 | Ren Yi 任毅 | Xiao Bai 肖白                                            |                             |
| 069  | Wei zuguo ganbei 为祖国干杯 | Liu Lin 刘麟 | Guan Xia 关峡                                            |                             |
| 070  | Weile shei* 为了谁 (Wer?) | Zou Youkai 邹友开 | Meng Qingyun 孟庆云                                      |                             |
| 071  | Chaoyue mengxiang* 超越梦想 (Jenseits der Träume)                                                                                                   | Han Bao 韩葆, Hu He 胡琤 | Wang Xiaofeng 王晓锋曲                                   |                             |
| 072  | Wuxing hongqi* 五星红旗 | Tian Ming 天明 | Liu Qing 刘青                                            |                             |
| 073  | Zhufu zuguo* 祝福祖国 (Rote Fahne mit fünf Sternen)                                                                                                 | Qing Feng 清风 | Meng Qingyun 孟庆云                                      |                             |
| 074  | Tianlu* 天路 (Straße zum Himmel) | Qu Yuan 屈塬 | Yin Qing 印青                                            |                             |
| 075  | Zai canlan de yangguang xia 在灿烂的阳光下 | ein Team | He Cihang 贺慈航执笔 Yin Qing 印青                       |                             |
| 076  | Zuguo buhui wangji* 祖国不会忘记 (Die Heimat nie vergessen)                                                                                         | Zhang Yuetan 张月潭 | Cao Jin 曹进                                             |                             |
| 077  | Jiangshan* 江山 (Jiang Shan) | Xiao Guang 晓光 | Yin Qing 印青                                            |                             |
| 078  | Wo he ni 我和你 (Ich und du) | Chen Qigang, Ma Wen, Chang Shilei 陈其钢、马文、常石磊                                                                             | Chen Qigang 陈其钢                                       |                             |
| 079  | Yangguang lushang 阳光路上 | Ji Ding 甲丁, Wang Xiaoling 王晓岭                                                                                                 | Zhang Hongguang 张宏光                                   |                             |
| 080  | Zhan zai caoyuan wang Beijing 站在草原望北京 (Ich stehe auf der Steppe und schaue nach Peking)                                                      | Qiu Guodong 邱国栋 | Zhang Tianfu 张天赋                                      |                             |
| 081  | Qiangjun zhangge 强军战歌 (Kampflied einer starken Armee)                                                                                           | Wang Xiaoling 王晓岭 | Yin Qing 印青                                            |                             |
| 082  | Tianyao Zhonghua 天耀中华 (Blessings for China) | He Muyang 何沐阳 | He Muyang 何沐阳                                         | Klangbeispiel               |
| 083  | Zhe tiao lu 这条路 (Diese Straße) | Huang Shi 黄石 | Meng Qingyun 孟庆云                                      |                             |
| 084  | Women cong Gutian zai chufa 我们从古田再出发 | Wang Xiaoling 王晓岭 | Luan Kai 栾凯                                            |                             |
| 085  | Xiangchou 乡愁 | Huang Shi 黄石 | Meng Qingyun 孟庆云                                      |                             |
| 086  | Meili Zhongguo zou qilai 美丽中国走起来 | Chen Weidong 陈维东, Zhou Peng 周澎                                                                                                | Zhou Peng 周澎                                           |                             |
| 087  | Xiao mengxiang da mengxiang 小梦想大梦想 | Liang Mang 梁芒, Fang Hui 方珲 | Fang Hui 方珲                                            |                             |
| 088  | Zou zai xiaokang lushang 走在小康路上 | Chen Daobin 陈道斌 | Wang Liguang 王黎光                                      |                             |
| 089  | Bu wang chuxin 不忘初心 | Zhu Hai 朱海 | Shu Nan 舒楠                                             |                             |
| 090  | Qian nian zhi yue 千年之约 | Chen Tao 陈涛 | Wang Bei 王备                                            |                             |
| 091  | Xin de tiandi 新的天地 | Wen Yi 文益 | Shu Nan 舒楠                                             |                             |
| 092  | Kan shan kan shui kan Zhongguo 看山看水看中国 | Wang Xiaoling 王晓岭 | Hu Tingjiang 胡廷江                                      |                             |
| 093  | Zan zan xin shidai 赞赞新时代 | Wang Pingjiu 王平久 | Chang Shilei 常石磊                                      |                             |
| 094  | Zaiyici chufa 再一次出发 | Qu Yuan 屈塬 | Wang Bei 王备                                            |                             |
| 095  | Shidai haozi 时代号子 | Song Xiaoming 宋小明 | Yin Qing 印青                                            |                             |
| 096  | Chengfeng polang zai chufa 乘风破浪再出发 | Wang Xiaoling 王晓岭 | Zhao Lin 赵 麟                                           | Klangbeispiel               |
| 097  | Mengxiang yangguang 梦想阳光 | Wen Yi 文益 | Meng Qingyun 孟庆云                                      |                             |
| 098  | Zhongguo 中国 (China) | Guo Feng 郭峰 | Guo Feng 郭峰                                            |                             |
| 099  | Xinyang 信仰 | Yang Wenguo 杨文国、 Wen Yi 闻艺                                                                                                   | Meng Wenhao 孟文豪                                       |                             |
| 0100 | Women dou shi zhuimeng ren (Wir alle jagen Träumen nach) 我们都是追梦人                                                                             | Wang Pingjiu 王平久 | Chang Shilei 常石磊                                      |                             |